# Trigonidium turbinatum
Trigonidium turbinatum är en orkidéart som beskrevs av Heinrich Gustav Reichenbach. Trigonidium turbinatum ingår i släktet Trigonidium och familjen orkidéer. Inga underarter finns listade i Catalogue of Life.